# Круглоголовка Штрауха
Круглоголовка Штрауха (Phrynocephalus raddei) — вид ящірок родини агамових (Scincidae). Один із 37 видів роду. Поширений у Центральній Азії. Мешканець піщаних і глинястих пустель. 

## Опис
Загальна довжина сягає 13 см. Верхня поверхня морди досить різко переходить у передню, майже прямесенько спускається до губи, так що при розгляді зверху ніздрів не видно. На верхній поверхні спини і передній третині хвоста розташовано окремі групи піднятої сильно потовщеної луски, яка має вигляд горбків. Поперечна складка шкіри на поверхні шиї відсутня. Нижня поверхня голови і тіла має гладеньку луску.
Забарвлення верхньої сторони тіла коливається від світло-сірого до темно-сірого кольору. На спині помітні білі цяточки, які у особин, що мешкають на глинисто-щебенистих ґрунтах, дуже слабко виражені або відсутні. Черево білого забарвлення. На спині помітні 3—4 хвилясті поперечні смуги, на кінцівках їх 4—5, а на хвості по 6—7, поперечних смуг. Нижня частина хвоста у самців буро-блакитного кольору, а у самок — буро-жовтого. Відзначено відмінності у забарвленні спини у «піщаної» і «щебенистої» форм круглоголовки Штрауха (сіра у першої і червонувато-коричнева — у другій).

## Поширення
Ендемік Ферганської долини. Мешкає в Таджикистані, Узбекистані й заходить до Киргизії, де зустрічається в заплаві нижньої течії річки Нарин.

## Спосіб життя
Полюбляє піщані і глинясто-піщані береги р. Сирдар'я, заходить на такироподібні ділянки. Сезон активності триває з середини березня до кінця жовтня. 
Харчується комахами та дрібними безхребетними.
Це яйцекладна ящірка. Період парування починається наприкінці березня і триває до першої декади квітня. Відкладання яєць — наприкінці травня — на початку червня. У кладці 2—3 яйця, розміром 13—15 × 7,5—8 мм. Через 35 днів з'являються молоді агами розміром 23—25 мм.